# Thượng Quân Trường
Thượng Quân Trường (giản thể: 尚君长; phồn thể: 尚君長, ? - 878) là một tướng lĩnh khởi nghĩa nông dân cuối thời Đường.
Năm 874 thời Đường Hy Tông, Thượng Quân Trường cùng Vương Tiên Chi nổi dậy chống triều đình tại Trường Viên, trong bối cảnh khu vực phía đông Hàm Cốc quan chịu cảnh lũ lụt và hạn hán liên miên, còn triều đình Đường có quá ít hoạt động cứu trợ. Quân nổi dậy của Vương Tiên Chi thoạt và Thượng Quân Trường thoạt đầu có một nghìn lính, song sau khi hai người chiếm được Bộc châu  và Tào châu, quân số của họ đã tăng lên vài vạn người.
Năm 875, Đường Hy Tông đã cố gắng chiêu dụ Vương Tiên Chi và Thượng Quân Trường bằng cách hạ chiếu xá tội phong quan cho hai người, song khi đó Vương và Thượng không đáp lại. Vương Tiên Chi và Thượng Quân Trường tiếp tục tiến công Trịnh châu song bị giám quân phán quan Lôi Ân Phù (雷殷符) đẩy lui, sau đó họ tiến về phía nam và tiến công Đường châu và Đặng châu.
Tháng 11 ÂL 877, Chiêu thảo phó sứ đô giám Dương Phục Quang khiển phán quan Ngô Ngạn Hành (吳彥宏) đến dụ hàng Vương Tiên Chi, Vương Tiên Chi khiển Thượng Quân Trường đến Đặng châu hiệp hàng. Tuy nhiên vào tháng 12 ÂL, khi đang trên đường đi thì Chiêu thảo sứ Tống Uy (宋威) đã phục kích và bắt giữ Thượng Quân Trường ở tây nam Dĩnh châu, sau đó tuyên bố rằng mình đã bắt được Thượng trong lúc lâm trận. Dương Phục Quang rất tức giận, tấu rằng Thượng Quân Trường đích thực đang trên đường đến hàng, triều đình Đường khiển ngự sử Quy Nhân Thiệu (歸仁紹) cùng những người khác điều tra, song không có kết quả. Thượng Quân Trường sau bị xử trảm ở Cẩu Tích Lĩnh, các cuộc đàm phán giữa hai bên cũng chấm dứt.